# Ivo Soli

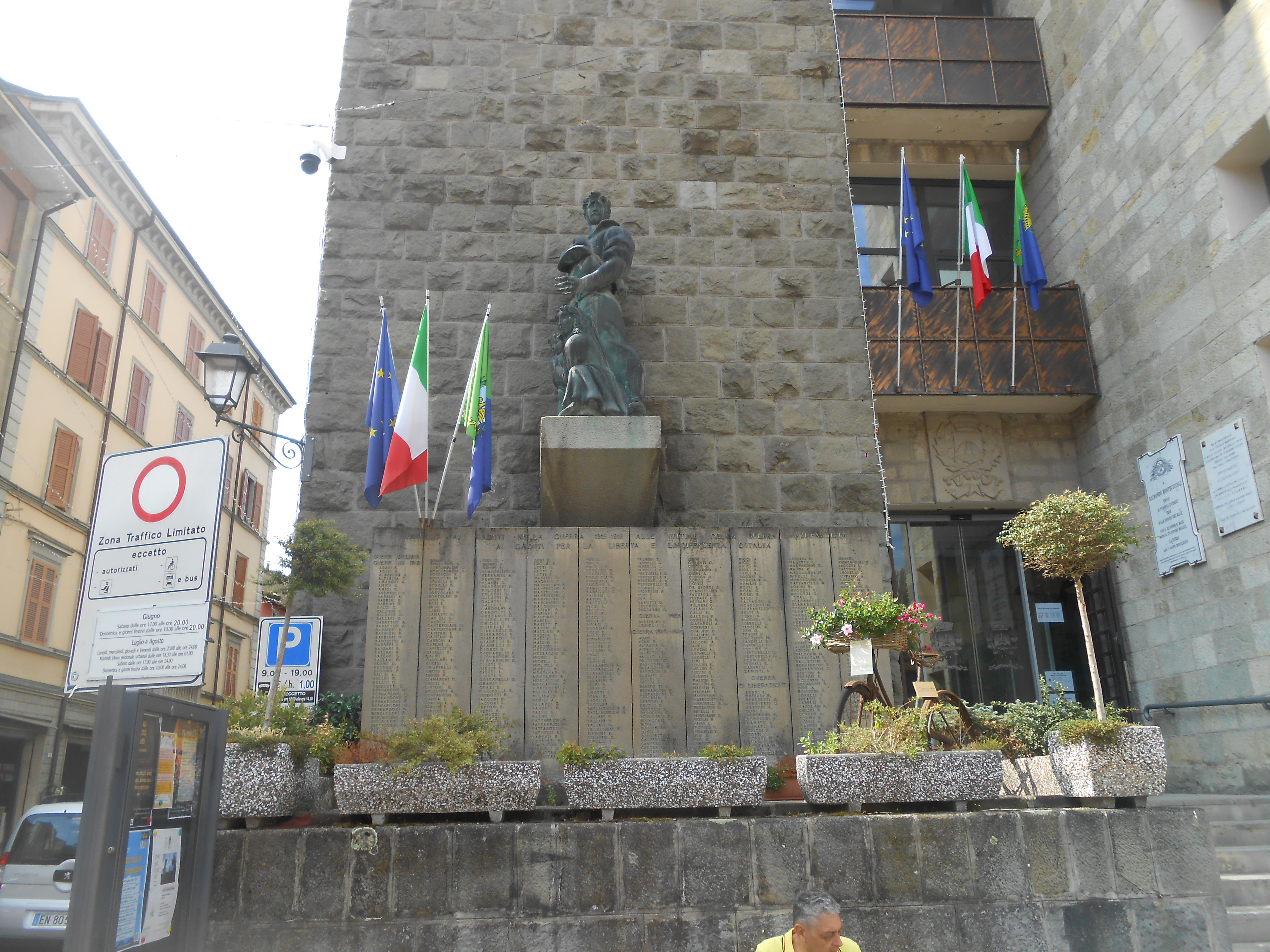
Monumento ai caduti a Pavullo nel Frignano

Ivo Soli (Spilamberto, 8 luglio 1898 – Vignola, 1979) è stato uno scultore italiano.

## Biografia
Nato nel 1898 a Spilamberto in provincia di Modena, si trasferì con la famiglia a Vignola dove venne avviato nella bottega di un fabbro come apprendista. Si recò quindi a studiare a Modena, ma nel 1917 venne richiamato per la prima guerra mondiale. Dopo il congedo, nel 1921 terminò gli studi del corso di scultura e si recò poi a Milano ad insegnare plastica e composizione alla Scuola Superiore degli Artefici di Brera.
Nel 1931 partecipò alla prima Quadriennale di Roma, nel 1934 alla Biennale d'arte di Venezia a cui parteciperà anche nelle edizioni del 1936, 1940 e 1948. 
Nel 1957 partecipò alla III Mostra Nazionale d’Arte Sacra all'Angelicum di Milano. Partecipò inoltre a numerose mostre in tutta Europa.

## Opere
- Decorazioni e fregi per la Scuola professionale Arnaldo Mussolini a Milano (1932)
- Madonna in terracotta nella Torre del Municipio di Sermide (1934)
- Angelo marmoreo nel Duomo di Milano (1937)
- Decorazione per il Palazzo di Giustizia di Milano (1938)
- Bassorilievi per il Palazzo della Provincia di Milano
- Monumento ai Caduti di Pavullo nel Frignano (1952)
- Monumento a Gregorio Agnini a Finale Emilia (1958)
- Stele per il Comune di Milano (1961)
- Monumento a Carlo Porta al Verziere di Milano (1966)
- Busto di Ada Negri a Lodi.